# Emio
Emio（エミオ）は、西武リアルティソリューションズが運営・管理する駅ナカ商業施設。西武鉄道の駅構内または隣接地に設置される。西武鉄道の高架化による駅舎改築に伴い、高架下敷地の有効活用として開業した店舗が多い。2007年に2013年以降は、駅ナカ商業施設の店舗ブランドを「Emio」へ統一を進め、旧来の施設をリニューアルする形で「Emio」として開業した店舗もある。
駅ビル規模の大型店舗は「Grand Emio（グランエミオ）」と称し、テナント数が20店舗以上かつフロア数が2階以上あるものを指す。2015年に第1号店として大泉学園駅に、2018年に第2号店として所沢駅にそれぞれ開業している。
Emio（エミオ）の名称の由来は、公式サイトによれば「駅をご利用になるお客様や地域の方々から親しみを持っていただけるよう、『あなたの暮らしにほほえみを』という思いを込めています。」と説明されている。また「ほほえみ」は西武グループのコーポレートスローガン「でかける人を、ほほえむ人へ」にも由来する。店舗名称は「Emio」（または「Grand Emio」）の後ろに駅名を付け「Emio○○」で統一している。
すべての店舗でPASMO電子マネーとポイントカード「SEIBUプリンスクラブ」が使用できる。

## 店舗一覧

### Emio練馬
Emioで最も早く開業した施設である。
- 開設年月日：2007年（平成19年）8月31日[5]
- 施設テーマ：「女性の癒し」
- 所在駅：西武池袋線練馬駅 都営地下鉄地下連絡通路
- 店舗数：13店舗
- 入居する店舗名/運営者：
  - Dexee Diner（ディキシーダイナー）/株式会社エディーエモーション
  - ITS'DEMO（イッツデモ）/株式会社ITS'DEMO
  - 青山フラワーマーケット/株式会社パーク・コーポレーション
  - Relax time（リラックスタイム）/株式会社OMG
  - スターバックス/スターバックス コーヒー ジャパン 株式会社

### Emio中村橋
施設と駅の出入口が離れている。
- 開設年月日：2007年（平成19年）9月14日[7]
- 施設テーマ：「上質な食生活」
- 所在駅：西武池袋線中村橋駅 高架橋下
- 店舗数：7店舗
- 入居する店舗名/運営者：
  - ザ・ガーデン自由ヶ丘/株式会社シェルガーデン
  - 魚きん/株式会社魚きん
  - TOMONY（トモニー）中村橋店/株式会社ファミリーマート
  - 東京プライス/株式会社東京プライス
  - うさちゃんクリーニング/ロイヤルネットワーク株式会社
  - 肉のジャンプ/株式会社ジャンプ
  - ドトールコーヒー/株式会社ドトール・日レスホールディングス

### Emio練馬高野台
西武池袋線の高架橋下に駅舎と直結する形で開設された。
- 開設年月日：2012年（平成24年）6月28日[8]美容室　髪遊
- 施設テーマ：「日常の食生活サポート＆賑わいと集いの場所の提供」
- 所在駅：西武池袋線練馬高野台駅 高架橋下
- 店舗数：10店舗
- 入居する店舗名／運営者：
  - ヨークフーズ／株式会社ヨーク[10]（駅ナカ初出店）※開業時は「イトーヨーカドー食品館」[9]
  - ヴィ・ド・フランス／株式会社ヴィ・ド・フランス
  - サイゼリヤ／株式会社サイゼリヤ
  - タリーズコーヒー／タリーズコーヒージャパン株式会社
  - カルディコーヒーファーム／株式会社キャメル珈琲
  - 雪華堂／株式会社雪華堂
  - れぷれ
- Emioになる前から営業していた店舗（再入居）[9]
  - オリジン弁当／オリジン東秀株式会社
  - ミスタードーナツ／株式会社ダスキン
  - 美容室　髪遊

### Emio石神井公園
西武池袋線の高架橋下とその周辺に店舗を展開する。
- 開設年月日：2013年（平成25年）10月2日（第I期）[11]、2014年（平成26年）8月21日（第II期）[12]、（III期）[12]
- 施設テーマ：「石神井スタイル（都内と郊外、ふたつの魅力ある暮らし）」
- 所在駅：西武池袋線石神井公園駅 高架橋下
- 総店舗数：25店舗（第2期開業時点）

- Emio W（ウエスト）　食の集積「こだわりマーケットプレイス」（13店舗）
  - 入居する店舗名／運営者：
    - ヨークフーズ／株式会社ヨーク[10]
    - 築地銀だこ／株式会社ホットランド
    - ハニーズバー／ジェイアール東日本フードビジネス株式会社
    - 青山フラワーマーケット／株式会社パーク・コーポレーション
    - 新宿さぼてん／株式会社グリーンハウスフーズ
    - 日本一／株式会社日本一
    - 築地　鉢巻太助／株式会社小僧寿し
    - ヨゴリーノ／ITALYO JAPAN株式会社
    - 五穀の風／株式会社菓房一心
    - Sempre Pizza／株式会社BuonaVita
    - 咲菜／株式会社千惣
    - 寛永堂／株式会社千鳥屋宗家
    - 石焼アンテンドゥ／株式会社アンテンドゥ

- Emio N（ノース）　集いの空間「お散歩ショッピングゾーン」（6店舗）
  - 入居する店舗名／運営者：
    - ポケットマート／株式会社太子堂
    - ブルーブルーエ／ブルーブルーエ ジャパン 株式会社
    - GREEN Parks topic／株式会社クロスカンパニー
    - シャン・ド・エルブ／株式会社アトレスティル
    - 上島珈琲店／UCCフードサービスシステムズ株式会社
    - ミアボッカ／株式会社イーストン

- Emio E（イースト）　街歩きの楽しみ「南北をつなぐランブリングプレイス」（6店舗）
  - 入居する店舗名／運営者：
    - 無印良品／株式会社良品計画
    - Eプロント／株式会社 プロントコーポレーション
    - JINS／株式会社 ジンズ
    - 活美登利 回し寿司／株式会社活美登利
    - BAQET／株式会社バケット
    - ブォーナ・ビィータ

### Grand Emio大泉学園
大泉学園駅周辺再開発に伴い、再開発ビル「リズモ大泉学園」の低層部分に開業。高層部分は超高層マンション「プラウドタワー大泉学園」となっている。「リズモ (LIZMO) 」の名称は、大「Large」泉「IZumi」 に「輪・和」を表す「O」を組み合わせて「LIZMO」と命名した。
大泉学園駅北口改札からペデストリアンデッキで直結。デッキ上には「大泉アニメゲート」と称し、アニメ作品のキャラクターのモニュメントが設置されている。
- 開設年月日：2015年（平成27年）4月10日[14]
- 施設テーマ：「食」×「集い」×「文化」
- 所在駅：西武池袋線大泉学園駅
- 店舗数：28店舗
- 入居する店舗名／運営者：
- 地下1階（1店舗）
  - 三浦屋 スーパーマーケット ／株式会社三浦屋
- 1階（7店舗）
  - Flora フラワー・グリーン／有限会社野川農園
  - 銀座コージーコーナー／株式会社銀座コージーコーナー
  - あわ家惣兵衛／株式会社あわ家惣兵衛
  - 果汁工房 果琳／株式会社ママ青木商店
  - メンテナンスコラボ／株式会社ビッグ・ママ、白洋舍
  - フレッシュネスバーガー／株式会社フレッシュネス
  - ミヤマ珈琲 喫茶／株式会社銀座ルノアール
- 2階（13店舗）
  - タリーズコーヒー／タリーズコーヒージャパン株式会社
  - ポンパドウル ベーカリー 株式会社東京ポンパドウル
  - ひいき屋 洋食ワインバル 株式会社アデッソ
  - ブルーブルーエ GENERAL STORE／ブルーブルーエジャパン株式会社
  - index／株式会社ワールド
  - プレミィ・コロミィ／株式会社JR東日本リテールネット
  - earth music & ecology natural store／株式会社クロスカンパニー
  - ハンズ ビー／株式会社東急ハンズ
  - メガネのアイガン／愛眼株式会社
  - ORIHICA／株式会社AOKI
  - アンパセオ／株式会社アシスト
  - ネイルクイック／株式会社ノンストレス
  - めばえ教室／株式会社綜合教育センター
- 3階（7店舗）
  - ジュンク堂書店／株式会社丸善ジュンク堂書店
  - 長崎ちゃんぽん リンガーハット／株式会社リンガーハット
  - 梅蘭／株式会社東源
  - 農家直送ビュッフェレストランファーマーズガーデン
  - ビュッフェレストラン／株式会社あさくまサクセッション
  - まる竹 「膳」／株式会社まる竹
  - ピュアプレイス アヴェダ／（有）ピュアフェイス
  - サウンドコート大泉学園／株式会社サクライ楽器
- 4階 - 練馬区大泉区民事務所[13]

### Emio保谷
かつての「西武保谷ショッピングプラザ」を改装して開業。2012年11月21日に増床してリニューアルオープン。
- 開設年月日：2009年（平成21年）4月16日[16]
- 施設テーマ：「生活の潤い」
- 所在駅：西武池袋線保谷駅
- 店舗数：14店舗
- 入居する店舗名/運営者：
  - レモンドロップ/株式会社麦
  - 旭製菓/株式会社旭製菓
  - 京樽/株式会社京樽
  - サンジェルマン/株式会社サンジェルマン
  - カルディコーヒーファーム/株式会社キャメル珈琲
  - KYUSYUYA JUICE STAND/株式会社九州屋
  - Fruit Garden 旬果/株式会社九州屋
  - ITS' DEMO/株式会社ワールド
  - 井の庄
  - カルディコーヒーファーム/株式会社KOWAKE
  - サブウェイ/株式会社日本サブウェイ
  - すし三崎丸/株式会社京樽
  - BASSA
  - バーガーキング/株式会社バーガーキング・ジャパン

### Emio東久留米
旧北口側から改札へのアクセス通路も兼ねている。開設当初は北口寄りの10店舗だったが、のちに改札向かいの店舗もEmioに加わった。
- 開設年月日：2010年（平成22年）5月29日[17]
- 施設テーマ：「暮らしを支え、暮らしを楽しくする」
- 所在駅：西武池袋線東久留米駅（北口および改札の向かい）
- 店舗数：14店舗
- 入居する店舗名／運営者：
  - Flower Garden フローラ／（有）野川農園
  - Tomod's／株式会社トモズ
  - Nicot／株式会社こどもの森
  - onion magic 102
  - タリーズコーヒー／タリーズコーヒージャパン株式会社
  - サーティワンアイスクリーム／B-R サーティワン アイスクリーム株式会社
  - モスバーガー／株式会社モスフードサービス東日本
  - HAIR MAKE Twenty One／株式会社トゥエンティワン
  - ルアンルアン／株式会社ボックスグループ
  - TSUTAYA／（有）夢究社
  - QBハウス／キュービーネット株式会社
  - やまもと書店
  - 東京風月堂／株式会社東京風月堂
  - 金花

### Emio狭山市
新宿線系統の駅では初となるEmio。
西武狭山ステーションビルを改築・増築する形で開業した。西武狭山ステーションビルは駅東口にあったが、開設時より東口・西口両側の店舗ともEmioとなっている。とんかつ和幸、ヴィ・ド・フランス、キャンドゥは西武狭山ステーションビルのテナントでもあった。とんかつ和幸、ヴィ・ド・フランスは2011年3月のEmio開業当初から入居、キャンドゥは2014年8月に再入居している。
- 開設年月日：2011年（平成23年）6月8日[18]
- 施設テーマ：「毎日の生活のお手伝い」・「あったらいいな」
- 所在駅：西武新宿線狭山市駅
- 店舗数：19店舗
- 入居する店舗名／運営者：
  - 芳林堂書店エミオ狭山市店+Can☆Do／株式会社芳林堂書店・株式会社キャンドゥ
  - 狭山市駅ビル歯科／医療法人社団啓歯会
  - 西武バス狭山市駅案内所／西武バス株式会社
  - HAIR MAKE Twenty One／株式会社トゥエンティワン
  - ファミリーマート狭山市駅東口店／株式会社ファミリーマート
  - マツモトキヨシ／株式会社マツモトキヨシ
  - ドトールコーヒーショップ／株式会社福泉舎・FC
  - タリーズコーヒー／株式会社タリーズコーヒージャパン
  - おむすび権米衛／株式会社イワイ
  - とんかつ和幸／和幸フーズ株式会社
  - ちよだ鮨／ちよだ鮨株式会社
  - ミスタードーナツエミオ狭山市ショップ／大和フーヅ株式会社
  - ブルーブルーエ／ブルーブルーエジャパン株式会社
  - カルディコーヒーファーム／株式会社キャメル珈琲
  - ヴィ・ド・フランス／株式会社ヴィ・ド・フランス
  - ブルーミングブルーミー／株式会社いなげや
  - 不二家／株式会社不二家
  - 日本一／株式会社日本一
  - フローラ／有限会社野川農園

### Grand Emio所沢

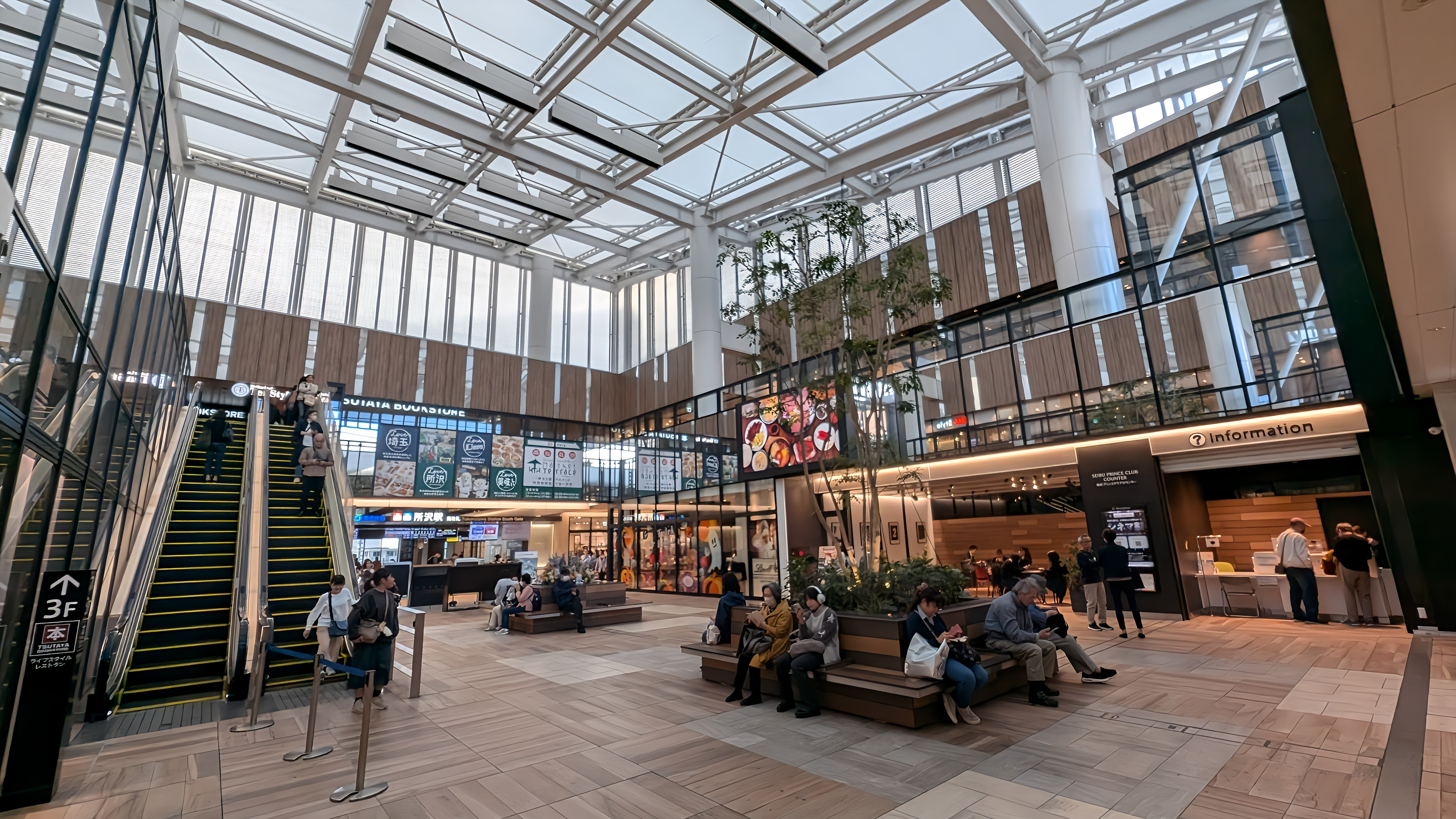
セントラルプラザ

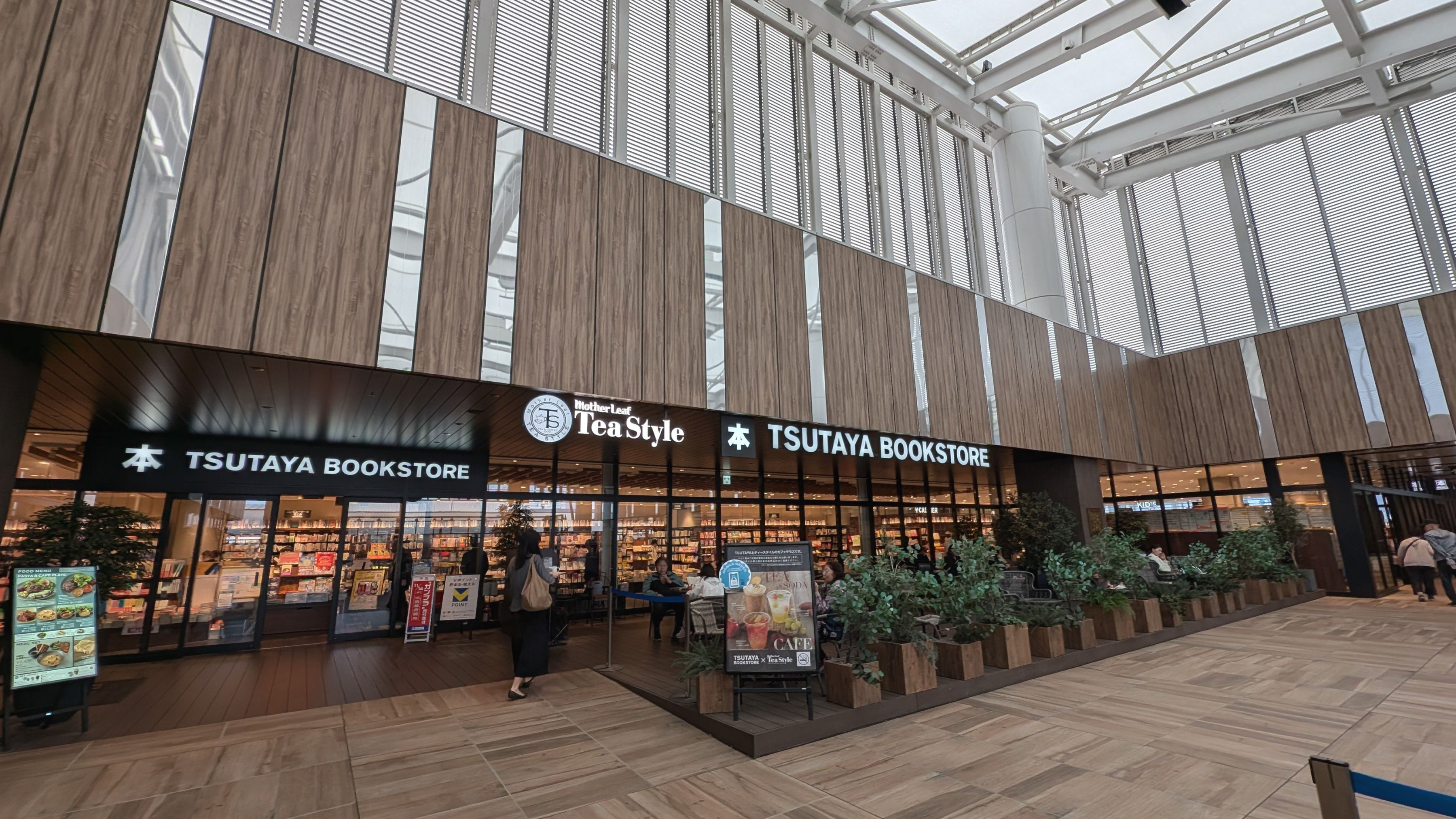
TSUTAYA BOOKSTORE

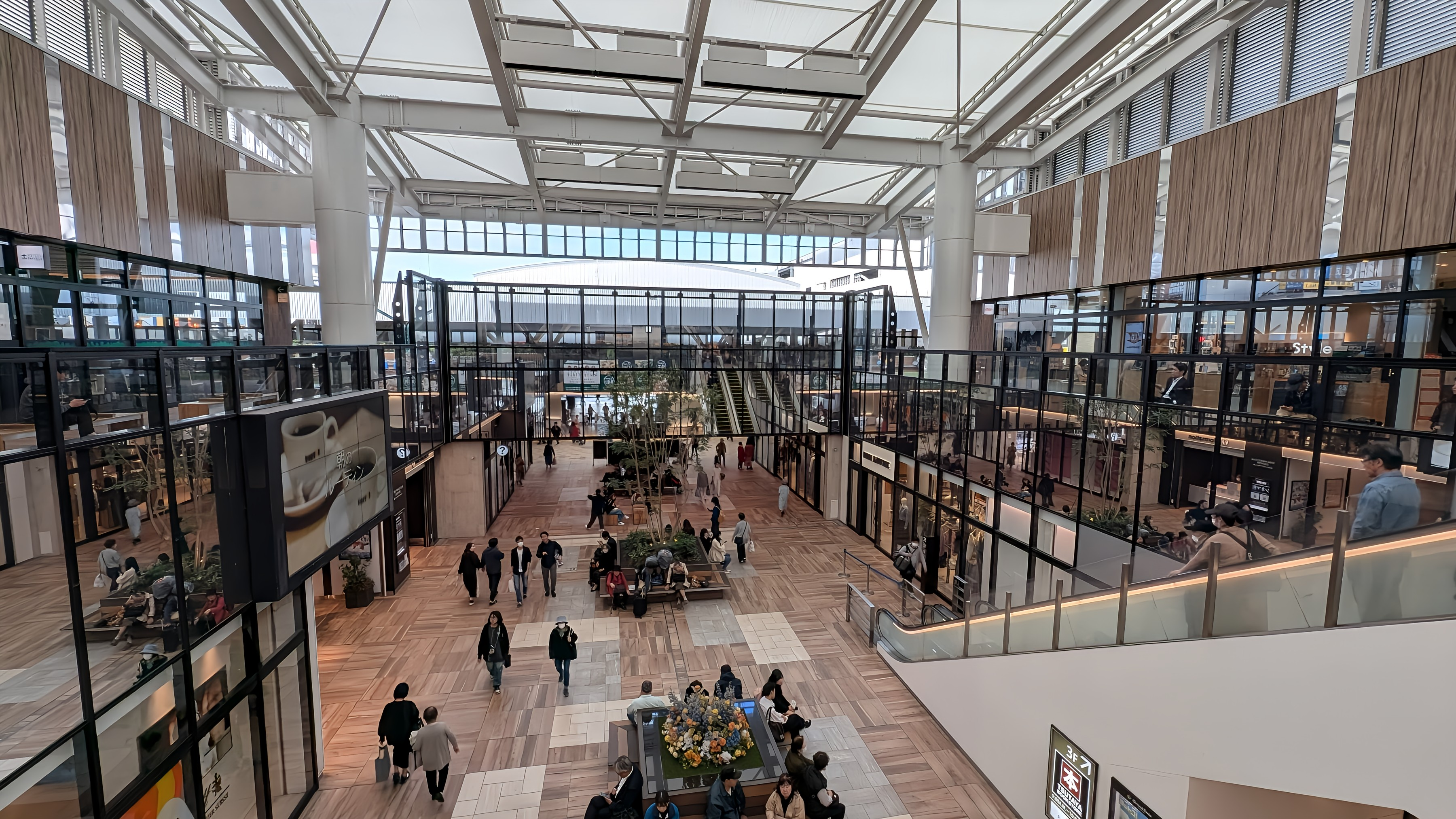
3Fから所沢駅改札口方向を見下ろす

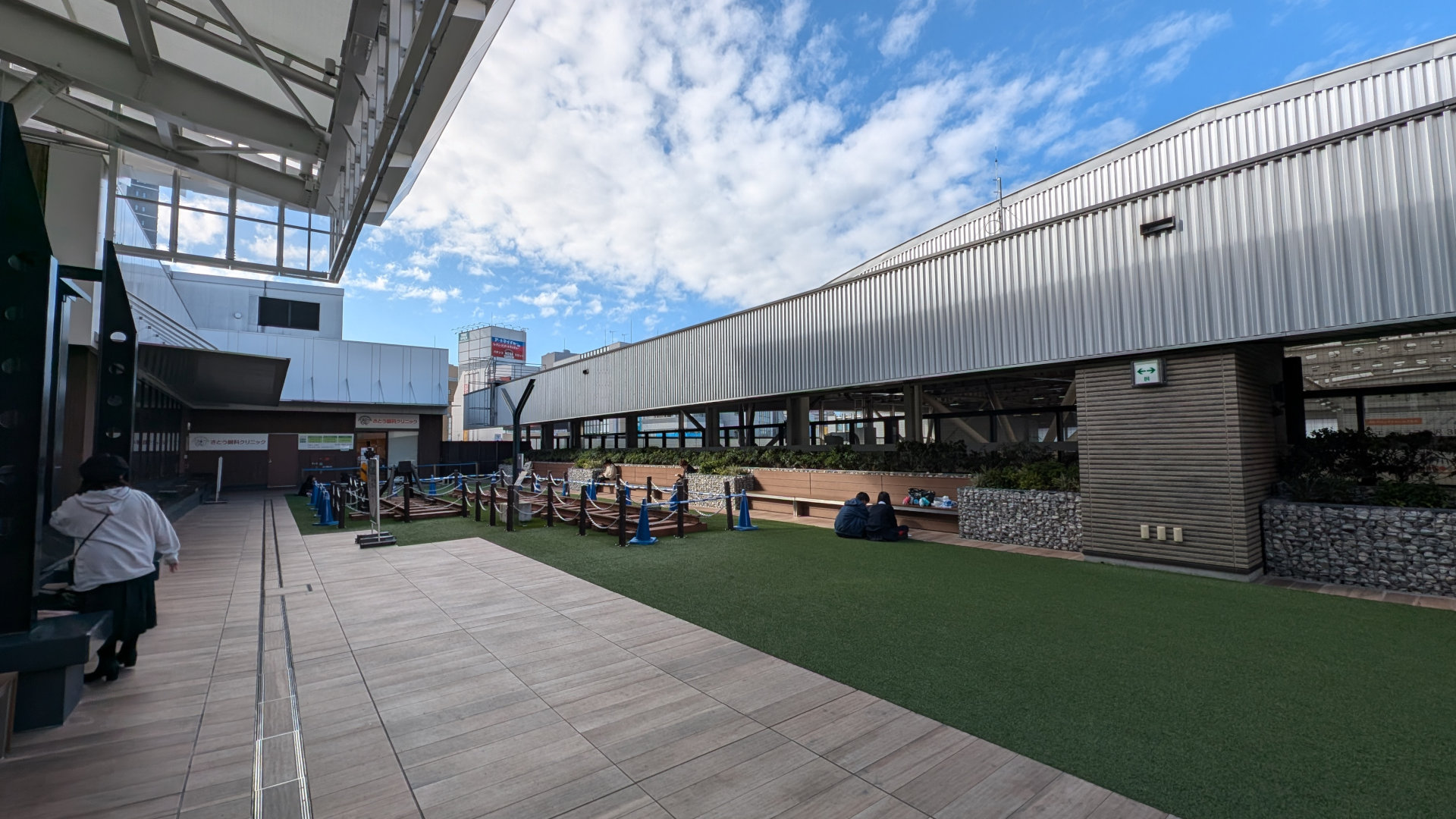
屋上庭園とこにわ

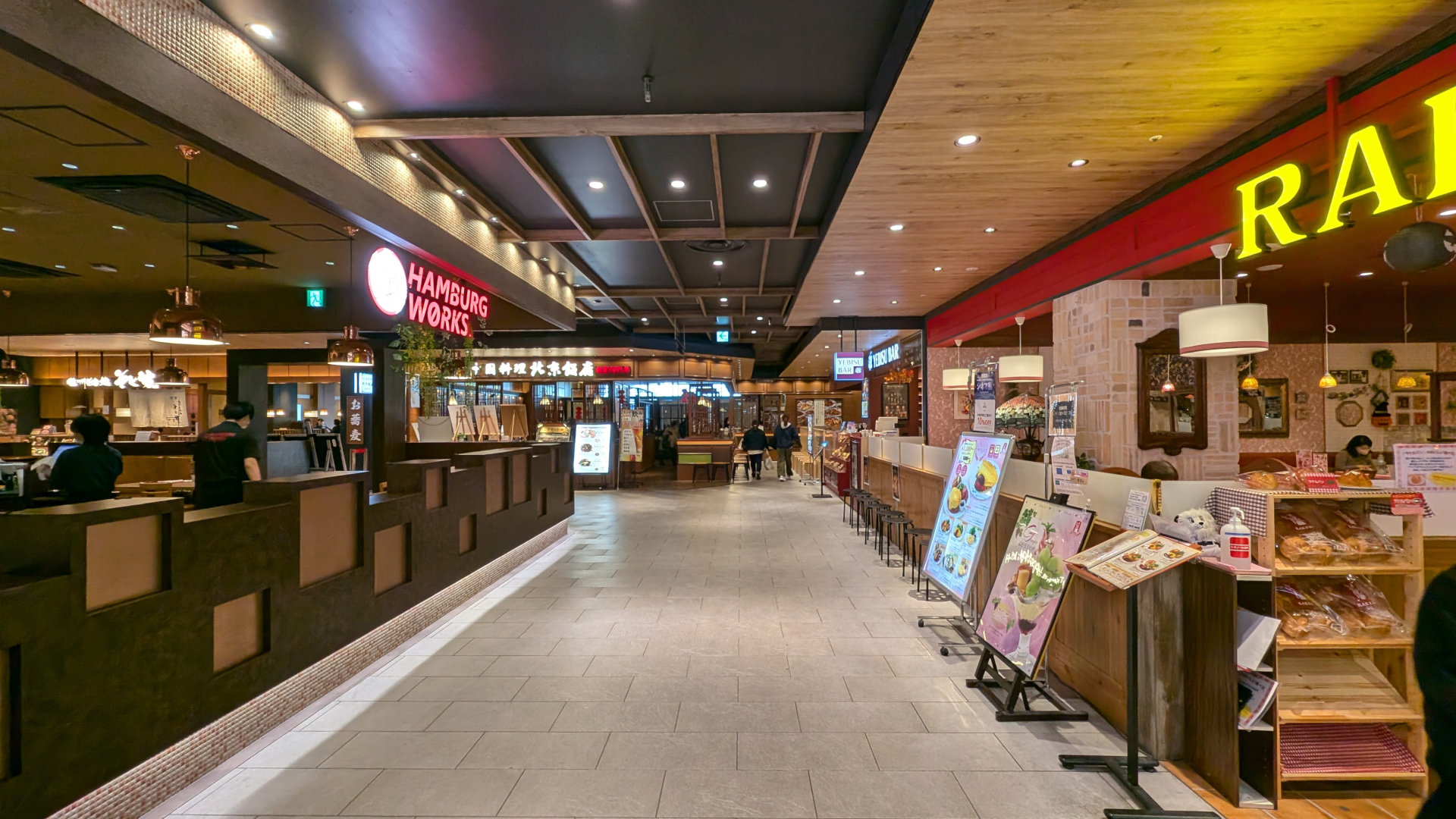
3F・グルメのエリア

2012年6月21日にEmio所沢としてオープン。その後、2018年3月2日より東口ビルが開業し、Grand Emio所沢（第I期）としてリニューアルオープン。第II期は2020年9月2日にオープン。敷地面積、店舗面積共に全店舗中最大である。
- 開設年月日：2018年（平成30年）3月2日
- 施設テーマ：「URBAN & LURAL  RAYER」
- 所在駅：西武池袋線・西武新宿線所沢駅
- 店舗数：126店舗（第I期77店舗、第II期49店舗[21][22]）
- 第II期開業時の入居店舗名／運営者：
- 第I期開業時の入居店舗名／運営者：（77店舗）
  - ファクトリーシン・チャプチーノ／株式会社シンケールス
  - 吉祥寺 多奈加亭／株式会社多奈加亭
  - FRANCAIS／株式会社シュクレイ
  - フロ プレステージュ／株式会社フロジャポン
  - eashion／カネ美食品株式会社
  - 日本一／株式会社日本一
  - 焼肉 八坂 あら川／有限会社 荒川商店
  - 点心・惣菜 KASEI／点心・惣菜 KASEI
  - 健康咲かせる手づくり惣菜 咲菜／株式会社千惣
  - ベジリエ／株式会社丸越
  - TAKAGI FOODS／株式会社タカギフーズ
  - グリーン・グルメ／株式会社ロック･フィールド
  - 日本橋屋長兵衛／株式会社日本橋屋長兵衛
  - 浅草梅園／株式会社梅園
  - 自然食品F&F／エフアンドエフシステム株式会社
  - カルディコーヒーファーム／株式会社キャメル珈琲
  - ビアードパパ／株式会社麦の穂
  - 横浜くりこ庵／株式会社くりこ
  - 京都 八百一／株式会社セントラル・フルーツ
  - 魚力／株式会社魚力
  - ドンクエディテ／株式会社ドンク
  - ミスタードーナツ/ザ・シフォン&スプーン／株式会社ダスキン
  - 京樽/すし三崎港／株式会社京樽
  - 四季を味わう たごさく／山和食品株式会社
  - とんかつ新宿さぼてんデリカ／株式会社グリーンハウスフーズ
  - ザ・ガーデン自由が丘／株式会社シェルガーデン
  - CAFFÉ&BAR PRONTO／株式会社プロントコーポレーション
  - nana’s green tea／株式会社七葉
  - キャンティーナ／株式会社グローバルダイニング
  - スターバックスコーヒー／スターバックス コーヒー ジャパン株式会社
  - 椿すずめ／際コーポレーション株式会社
  - さち福やCAFÉ／株式会社フジオフードシステム
  - とんかつ新宿さぼてん／株式会社グリーンハウスフーズ
  - ミアボッカ／株式会社イーストン
  - UNDERGROUND RAMEN 頑者／株式会社頑者
  - Té chichi／株式会社キャン
  - earth music&ecolgy premium store／株式会社ストライプインターナショナル
  - index／株式会社ワールド
  - URBAN RESEARCH DOORS／株式会社アーバンリサーチ
  - B:MING LIFE STORE by BEAMS／株式会社ビームス
  - GLOBAL WORK／株式会社アダストリア
  - ORiental TRaffic／株式会社ダブルエー
  - AMO’S STYLE by Triumph／トリンプ・インターナショナル・ジャパン株式会社
  - エフィーズ クローゼット／株式会社東京デリカ
  - Heartdance／株式会社玉屋
  - un paseo／株式会社アシスト
  - グラニフ／株式会社グラニフ
  - ユニクロ／株式会社ユニクロ
  - SHIRTS PLAZA／東京シャツ株式会社
  - ABC-MART／株式会社エービーシー・マート
  - PARTS CLUB／株式会社エンドレス
  - Zoff／株式会社インターメスティック
  - サックスバー／株式会社東京デリカ
  - タイムランド／株式会社東急タイム
  - VÉRITÉ／株式会社ベリテ
  - Afternoon Tea LIVING／株式会社サザビーリーグ
  - プレミィ・コロミィ/ことりパーティー／株式会社JR東日本リテールネット
  - Francfranc／株式会社Francfranc
  - 吉祥寺菊屋／株式会社菊屋
  - アロマブルーム／日本リビング株式会社
  - Forma／株式会社加登屋
  - Kiitos／株式会社スモール・プラネット
  - ainz／株式会社アインファーマシーズ
  - AINZ&TULPE／株式会社アインファーマシーズ
  - マークスアンドウェブ／株式会社マークスアンドウェブ
  - アフラック よくわかる！ほけん案内／アフラック生命保険株式会社
  - スーモカウンター／株式会社リクルート住まいカンパニー
  - リアット！／リフォームスタジオ株式会社
  - QBハウス／キュービーネットホールディングス株式会社
  - おしゃれ工房／株式会社おしゃれ工房
  - 西武バス所沢駅東口案内所／西武バス株式会社
  - 白洋舍／株式会社白洋舍
  - ネイルクイック／株式会社ノンストレス
  - ライオンズストア／株式会社西武ライオンズ
  - ABCクッキングスタジオ／株式会社ABC Cooking Studio
  - 進学塾サイン・ワン 所沢校／株式会社SIGN-1
  - 桐杏学園／株式会社市進ラボ
  - 所沢市役所所沢駅サービスコーナー・所沢市パスポートセンター／所沢市役所
  - ゆうちょ銀行ATM/みずほ銀行ATM/武蔵野銀行ATM/セブン銀行ATM
- Emio所沢開業時から入居する店舗（8店舗）
  - つけめんTETSU／株式会社YUNARI
  - 野菜を食べるカレー camp express／株式会社日本レストランエンタプライズ
  - タリーズコーヒー／タリーズコーヒージャパン株式会社
  - Hibiya-kadan Style／株式会社日比谷花壇
  - 所沢大黒天宝くじ／株式会社LUFLOS
  - ア・ラ・カンパーニュ／株式会社ハットトリック
  - 抹茶ステーション 新井園本店／株式会社新井園本店
  - TOMONY／株式会社ファミリーマート、株式会社西武鉄道との共同運営

### Emio高田馬場-スタイル-
BIG BOX高田馬場のリニューアルに際し、同ビルの1階・2階に開設された。
- 開設年月日：2013年（平成24年）10月7日[23]
- 施設テーマ：「ちょっと立ち寄りたくなるスタイリッシュお店」
- 所在駅：西武新宿線高田馬場駅
- 店舗数：19店舗
  - 入居する店舗名／運営者：
    - earth music＆ecology premium store /株式会社クロスカンパニー
    - INDEX /株式会社ワールド
    - ITS'DEMO /株式会社ITS'DEMO
    - LBC topics /株式会社コックス
    - カーラ/（有）ガレイア
    - THE BODY SHOP　/株式会社イオンフォレスト
    - トロワシス/株式会社エフリード
    - ヴィ・ド・フランスカフェ/株式会社ヴィ・ド・フランス
    - 大黒天宝くじ/ LUFLOS株式会社
    - JINS /株式会社ジェイアイエヌ
    - ネイルパフェ/株式会社ノンストレス
    - AMO'S STYLE by Triumph /トリンプ・インターナショナル・ジャパン株式会社
    - ドラゴンハート/スウェール・ブルー株式会社
    - かんかん/株式会社東京かんかん
    - キャンドゥ/株式会社キャンドゥ
    - ユニクロ/ JR東日本リテールネット
    - エクセルオールカフェ/株式会社ドトールコーヒー
    - 西武トラベル/株式会社西武トラベル

### Emioひばりヶ丘
既存の店舗をリニューアルする形でEmioブランド化した店舗。
ひばりヶ丘駅駅舎の改装工事に伴い、2018年（平成30年）3月21日より全店舗が休業。2021年度（令和3年度）の完成を予定して増床と既存店舗の改修工事を実施している。
- 開設年月日：2013年（平成24年）12月18日
- 所在駅：西武池袋線ひばりヶ丘駅

### Emio田無
既存の店舗をリニューアルする形でEmioブランド化した店舗。
西武田無ステーションビルの閉店・改築以降、駅ビルには名称が存在しなかったため、17年ぶりの事実上の復活となる。ただしその間も、仮駅舎だった時期以外は駅ビルの店舗は存在している。
- 開設年月日：2013年（平成24年）12月18日
- 所在駅：西武新宿線田無駅

### Emio武蔵境
施設内外のデザインは関東ローム層をイメージしている。2013年10月22日に増床して拡大オープン。
- 開設年月日：2008年（平成20年）8月29日[4][26][27][28]
- 施設テーマ：「日常という幸せ」
- 所在駅：西武多摩川線武蔵境駅
- 店舗数：18店舗
- 入居する店舗名/運営者：
  - 成城石井/株式会社成城石井
  - ドンク・ミニワン/株式会社ドンク
  - 武蔵茶房/株式会社武蔵茶房 - 1階（ショップ）と2階（レストラン）両方に出店
  - RF₁SELECT/株式会社ロックフィールド
  - 鶏陣/株式会社ミキフーズ
  - おこわ米八/株式会社米八東日本
  - レモンドロップ/株式会社麦
  - 日本橋屋長兵衛/株式会社日本橋屋長兵衛
  - 松蔵ポテト/株式会社ドンク
  - PRINCESS with SO/株式会社西武プロパティーズ
  - パステルデザート/チタカ・インターナショナル・フーズ株式会社
  - ミアボッカ/株式会社イーストン
  - 上島珈琲店/ユーシーシーフードサービスシステム株式会社
  - バーガーキング/株式会社バーガーキング・ジャパン
  - 天丼てんや/株式会社テンコーポレーション
  - カレーハウスCoCo壱番屋/株式会社壱番屋
  - サイゼリヤ/株式会社サイゼリヤ

### Emio新所沢
- 開設年月日：2014年（平成26年）11月（第I期）、2015年（平成27年）11月11日（第II期）[29]
- 所在駅：西武新宿線新所沢駅

### Emio池袋
- 開設年月日：2015年（平成27年）9月28日[30]
- 所在駅：西武池袋線池袋駅

### Emio武蔵関
西武武蔵関ステーションビルを改装する形で開店。モスバーガー、スーパー三徳、キャンドゥは西武武蔵関ステーションビルのテナントでもあった。その他の店舗は2015年10月のEmio開業より入居している。
- 開設年月日：2015年（平成27年）10月1日[31]
- 所在駅：西武新宿線武蔵関駅
- 入居する店舗：
  - スーパー三徳
  - キャンドゥ
  - モスバーガー
  - QBハウス
  - ソラスト武蔵関（駅ナカ保育所）
  - 宝くじ販売所「武蔵関チャンスセンター」
  - 三浦屋グルメ
  - オーブンフレッシュカフェ（ベーカリーカフェ）
  - TOMONY 武蔵関駅店
  - 東京個別指導学院
  - ネオフィリア（美容室）

### Emio富士見台
- 開設年月日：2015年（平成27年）12月1日[32]
- 所在駅：西武池袋線富士見台駅

### Emio秋津
- 開設年月日：2018年（平成30年）11月29日
- 所在駅：西武池袋線秋津駅
- 店舗数：11店舗

## マスコットキャラクター
Emioのマスコットキャラクターとして、うさぎの女の子「エミミ」が設定されている。「エミオ」とうさぎの耳を掛けたネーミング。
2012年6月28日のEmio練馬高野台開業セレモニーの際に、Emioの新キャラクターとして初登場した。西武バスでは2013年10月6日から、「エミミ」を描いたEmioの広告ラッピングバスを運行開始した。
Emioロゴ入りの赤いショッピングバッグでできたワンピースを着ている。好物はスイーツで、長い耳をアンテナにしておいしいスイーツやワクワクする情報をキャッチしている。キャラクター紹介では「ひとりでいるのも嫌いじゃないけれど、ほんとうはちょっとだけさびしがり屋さん。みんなとお友だちになりたいと思っています。」と述べられている。
「エミミ」の着ぐるみがイベントなどに登場することもある。2014年6月27日から29日まで西武ドームで開催された、西武鉄道100年アニバーサリー企画「ライオンズ・クラシック2014 〜ライオンズブルーの衝撃〜」には、西武鉄道の「レイルくん・スマイルちゃん」などと一緒に西武グループのマスコットの一員として出演した。